# Papežská kancelář
Papežská nebo také Apoštolská kancelář (Cancelleria apostolica) byl úřad spojený se Svatým stolcem vytvořený v 11. století. Velký význam měl ve středověku. V roce 1973 byl v rámci restrukturalizace Papežská kurie, prováděné papežem Pavlem VI., sloučen se Státním sekretariátem.

## Činnost
Práce Papežské kanceláře obnášela vystavování určitého druhu dokumentů, například papežských bul. Starala se také o papežskou pečeť. V úřadě se projednávaly a psaly dva druhy dopisů. Ti první byly tajné a týkaly se politických a obchodních záležitostí, do druhé kategorie spadaly různí žadatelé. Ti potřebovali např. výjimku pro sňatek v zakázaném stupni příbuzenství nebo jim šlo o různá beneficia. Vyřízení většiny žádostí bylo spojeno s poplatkem.

## Historie
Do 13. století byla Apoštolská kancelář jediným úřadem, který připravoval papežovu korespondenci. V 15. století přešla politická korespondence do kompetence papežských sekretářů a apoštolské komory.
Ve třináctém století vytvořila Papežská kancelář zhruba 50 000 dokumentů, mezi lety 1305–1378 to bylo asi 300 000 dokumentů. V roce 1331, za papeže Jana XXII., byl úřad reorganizován a rozšířen. V té době také archivoval všechny dokumenty vydané v minulosti a za poplatek vyráběl jejich kopie.